# Ostrov (película)
Ostrov (en ruso: Остров, traducido como La isla, conocida en los países hispanohablantes como tal y comercializada en España bajo el título Exorcismo) es una película rusa de 2006 escrita por Dmitri Sobolev y dirigida por Pavel Lungin. La película narra la vida del padre Anatoly, interpretado por Pyotr Mamonov, un monje ortodoxo ruso del siglo XX. La cinta cerró el Festival de Cine de Venecia de 2006, resultó ser un éxito moderado de taquilla y ganó el Premio Nika y el Premio Águila de Oro a la mejor película rusa de 2006. La localización de la película fue la ciudad de Kem, en Carelia, a orillas del Mar Blanco.

## Sinopsis
Durante la Segunda Guerra Mundial, el marinero Anatoly y su capitán, Tijón, son capturados por los nazis cuando suben a su barcaza y remolcador que está llevando un cargamento de carbón. El oficial nazi que lleva la redada ofrece a Anatoly la opción de disparar a Tijón y seguir con vida, decisión que Anatoly acepta, y Tijón cae al agua. Los nazis vuelan el barco, pero Anatoly es encontrado por monjes ortodoxos rusos en la orilla a la mañana siguiente. Él sobrevive y se convierte en el fogonero del monasterio, pero está constantemente superado por la culpa.
Treinta años después, Anatoly ahora tiene dones de profecía y curación. Pero los otros monjes realmente no lo entienden. La gente viene a ver Anatoly para curas y orientación, pero incluso ahora, se mantiene en un estado perpetuo de arrepentimiento. A menudo se mete en un bote y se va a una isla deshabitada en la que reza por la misericordia y el perdón.
Un almirante prominente y su hija llegan para ver a Anatoly. La hija cree estar poseída por un demonio y Anatoly la exorciza. El almirante resulta ser Tijón, quien revela que Anatoly sólo lo hirió aquella noche con los nazis. Tijón perdona a Anatoly.
Anatoly anuncia su muerte para el miércoles y los monjes ofrecen un ataúd. Vestido con una túnica blanca, como los bautizados, Anatoly está en el ataúd y porta un crucifijo. Los monjes, uno lleva una gran cruz que representa a Cristo resucitado, reman el ataúd fuera de la isla.

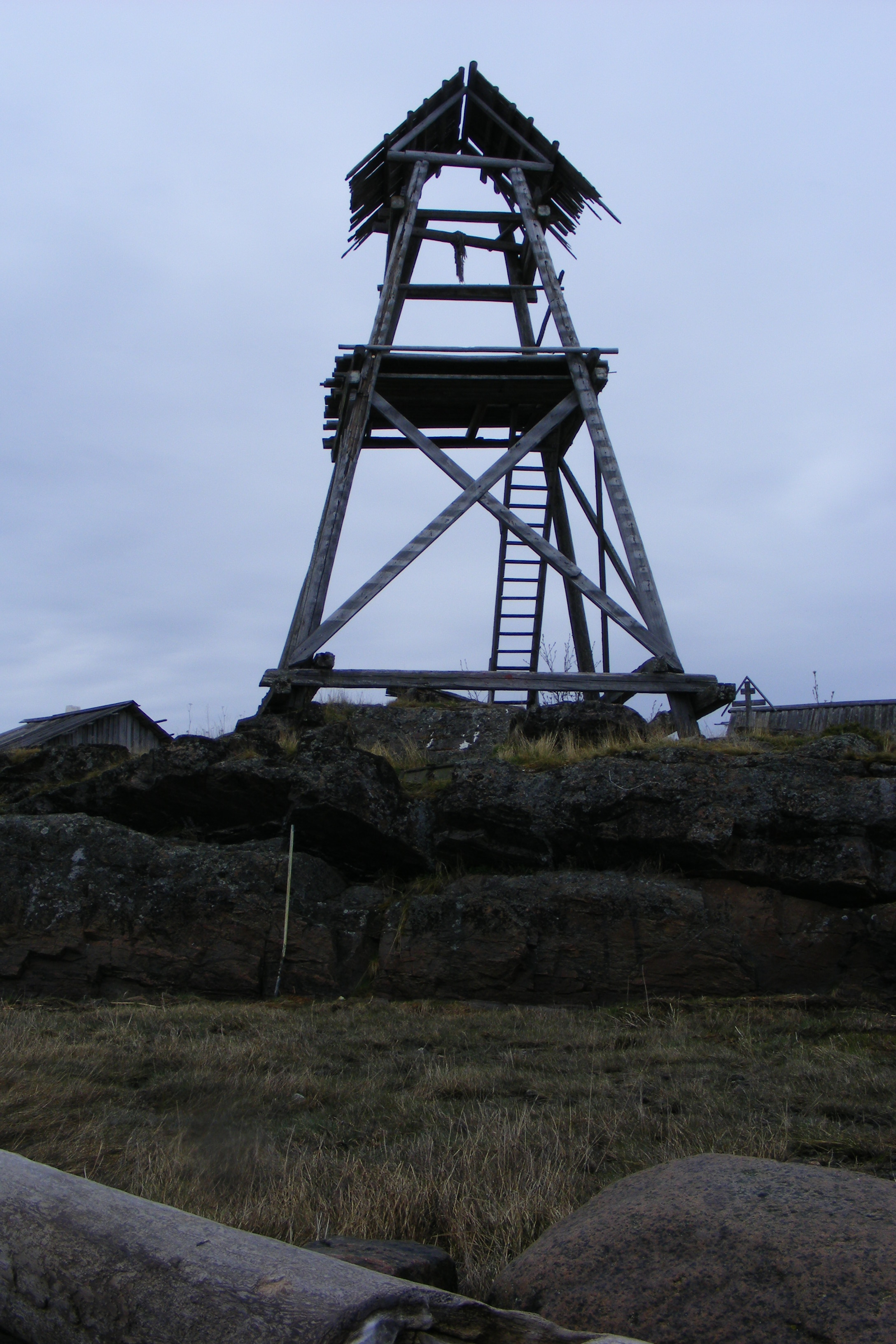
Campanario
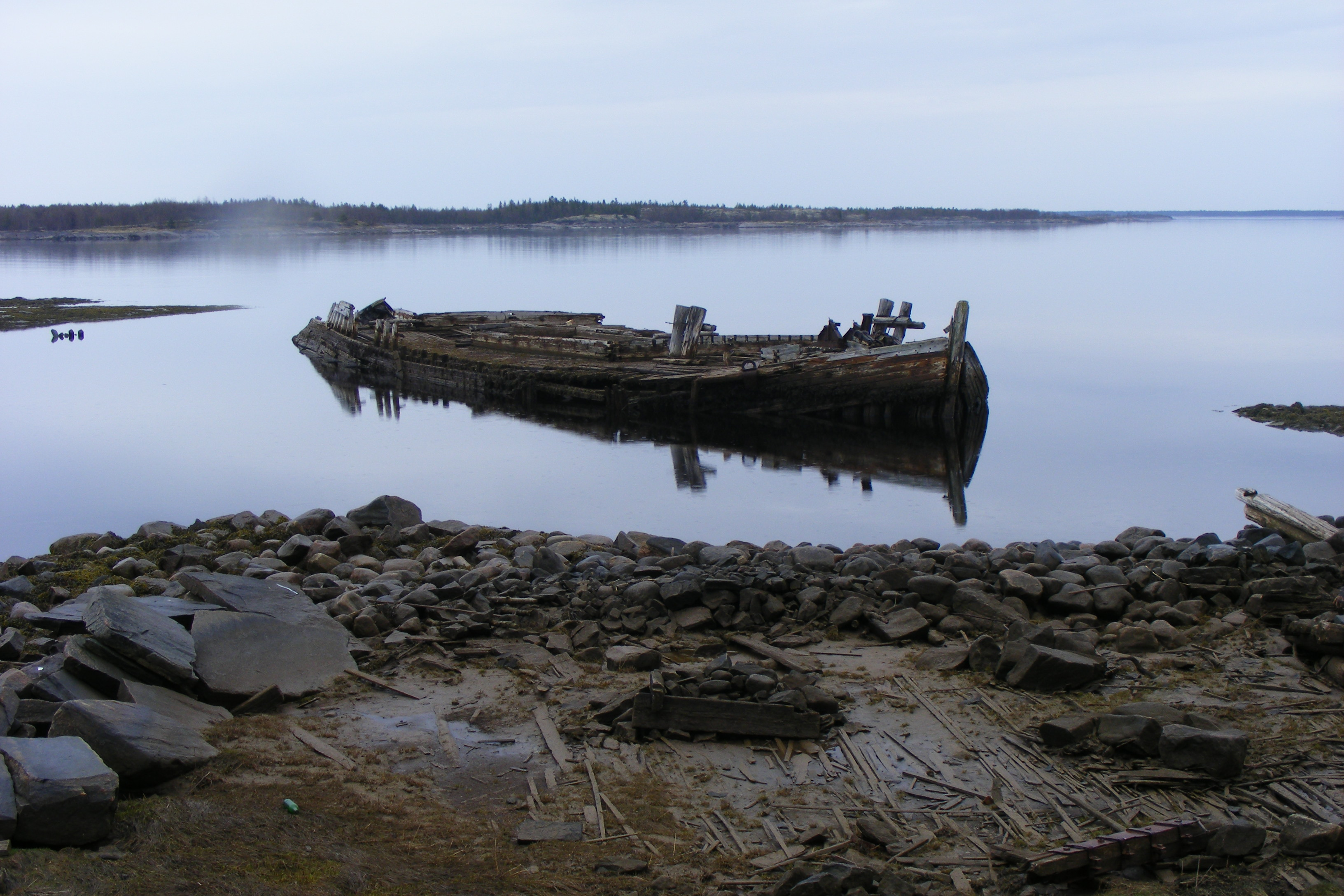
Barcaza

## Reparto
- Pyotr Mamonov — padre Anatoly
- Viktor Sukhorukov — padre Filaret
- Dmitri Dyuzhev — padre Iov (Job)
- Yuriy Kuznetsov — Tijón
- Viktoriya Isakova — Nastya
- Nina Usatova — viuda
- Jana Esipovich — mujer joven
- Olga Demidova — mujer con niño
- Timofei Tribuntzev — joven Anatoly
- Aleksei Zelensky — joven Tijón
- Grisha Stepunov — niño
- Sergei Burunov — ayudante

## Acogida

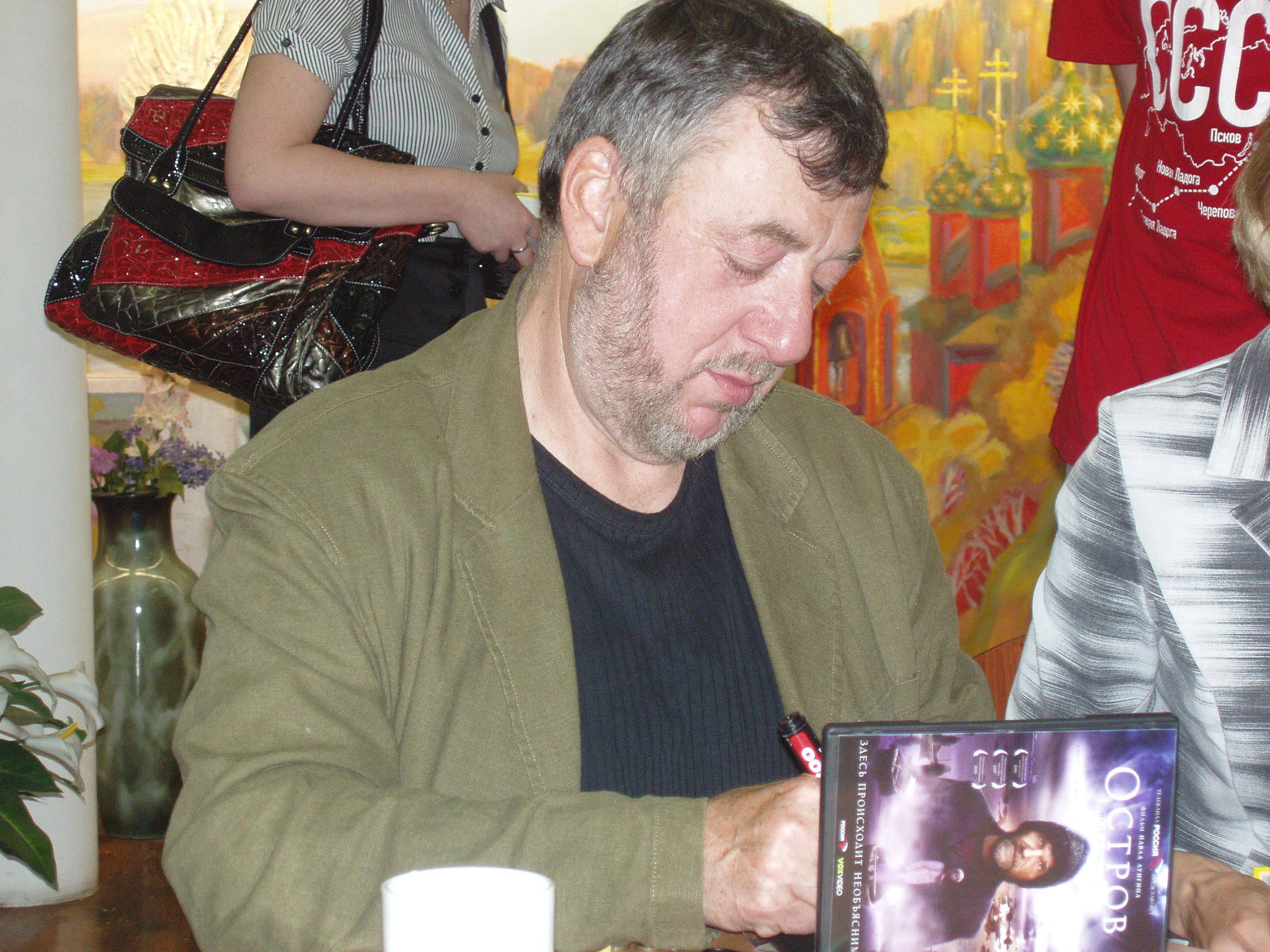
El director Pavel Lungin firma un DVD de la película Ostrov.

El guionista Dmitri Sobolev explicó que "cuando una persona pide algo a Dios suele estar equivocada, pues Dios sabe mejor lo que esa persona necesita en ese momento". Pyotr Mamonov, que interpreta al personaje principal, anteriormente fue uno de los pocos músicos de rock de la Unión Soviética, se convirtió al cristianismo ortodoxo oriental en la década de 1990 y ahora vive en un pueblo aislado. Pavel Lungin dijo de él que "en gran medida, se interpretó a sí mismo". Mamonov recibió una bendición de su confesor para interpretar al personaje.
La sencillez, la humildad, la lejanía, los milagros convergen en la creación de una instantánea intemporal de la espiritualidad ortodoxa, además de las circunstancias históricas. El patriarca de Moscú, Alejo II, elogió Ostrov por su profunda descripción de la fe y de la vida monástica, describiendo la película como "un vivo ejemplo del esfuerzo por tomar un enfoque cristiano de la cultura".